# جوسوا واکورونابیلی
جوسوا واکورونابیلی (انگلیسی: Josua Vakurunabili؛ زادهٔ ۱۰ ژوئن ۱۹۹۲) بازیکن راگبی ۷ نفره اهل فیجی است.
وی در مسابقات کشوری و بین‌المللی در مجموع برندهٔ ۱ مدال طلا شده‌است.